# Nie dla Brukseli – Narodowa Demokracja
Narodowa Demokracja (cz. Národní demokracie) – czeska narodowo konserwatywna partia polityczna założona w 1994 roku jako Právo a spravedlnost. 11 stycznia 2014 zmieniła nazwę na obecną.
Partia sprzeciwia się imigracji, związkom osób homoseksualnych oraz aborcji. Jest zwolennikiem protekcjonizmu.
Nazwa partii „Právo a spravedlnost”, która zaczęła obowiązywać od 2005 r. wywodzi się od polskiej partii Prawo i Sprawiedliwość.